# Juri Nikolajewitsch Denisjuk
Juri Nikolajewitsch Denisjuk (russisch Юрий Николаевич Денисюк; * 27. Juli 1927 in Sotschi; † 14. Mai 2006 in Sankt Petersburg) war ein russischer Physiker, der durch seine Beiträge zur Holografie bekannt wurde.

## Leben und Leistung
Denisjuk verbrachte seine Jugend in Leningrad und war während der Leningrader Blockade in der Stadt. Seine wissenschaftliche Laufbahn begann 1954 mit einem Abschluss beim Leningrader Institut für Feinmechanik. Inspiriert durch die Science-Fiction-Kurzgeschichte „Sternenschiffe“ („Звёздные корабля“) von Iwan Jefremow, in der eine polierte Metallscheibe auftaucht, die ein dreidimensionales Abbild eines Kopfes zeigt, begann er im Jahre 1958 mit eigenen Experimenten, aufbauend auf das Lippmannverfahren. Dazu benutzte er eine Quecksilberdampflampe, da der Laser erst später entwickelt wurden.
Denisjuk erfand im Jahr 1962 die Denisjuk-Holografie (Weißlichtholografie) und stellte das erste Weißlicht-Reflexionshologramm her, das mit einer weißen Lichtquelle betrachtet werden konnte. Diese wissenschaftliche Leistung wurde in der UdSSR erst Ende der 1960er Jahre gewürdigt, als Holografie auch in der westlichen Welt an Bedeutung gewann. Er erhielt 1970 den Leninpreis, erhielt 1982 und 1989 den Staatspreis der UdSSR, wurde 1992 Vollmitglied der Akademie der Wissenschaften der UdSSR.
Er war Leiter des Laboratorium für Holographie im Staatlichen Optischen Institut Wawilow in Sankt Petersburg und am Joffe-Institut.

## Ehrungen
- 1970 – Leninpreis
- 1983 – erster Dennis-Gábor-Preis von der SPIE (International Society for Optical Engineering), zusammen mit Emmett Leith
- 1992 – Hood-Medaille von der Royal Photographic Society
- 1992 – R. W. Wood Prize
- 1998 – Namensgeber für den Asteroiden (5155) Denisyuk